# Latissimus dorsi

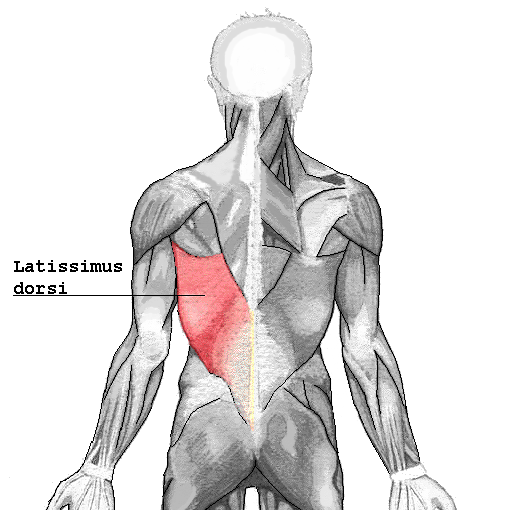
Latissimus dorsi

Musculus latissimus dorsi, eller breda ryggmuskeln, är en muskel som löper snett över ryggen.  Den är en av kroppens största muskler. Nedtill sitter den fast ungefär mitt på ryggraden, på tionde till tolfte revbenen, och på höftbenskammen (taggutskott Th VII–XII, fascia thoracolumbalis, crista iliaca samt costae X–XII). Dess övre fäste är på överarmsbenet (crista tuberculi minoris). Latissimus dorsi kallas ibland "lats", speciellt bland kroppsbyggare.
Muskeln drar överarmen bakåt, inåt, och nedåt, och har en viktig funktion när en utsträckt arm ska dras in mot kroppen med stor kraft.
Muskeln innerveras av n. thoracodorsalis.
Rent utseendemässigt så är det denna muskel som ger den omtalade V-formen av ryggen hos muskulösa vältränade individer, det vill säga att ryggens övre del blir bredare än den nedre.

## Styrketräning
Latissimus dorsi kan tränas med övningar som räckhäv, latsdrag och olika sorters roddar (bl.a. skivstångsrodd).  Synergister till denna muskel i många övningar är bland annat trapezius, deltoideus, biceps brachii med flera.
Genom att träna latissimus dorsi får ryggen bredd och grovlek.